# Neilsche Parabel

Neilsche Parabeln für verschiedene Werte von a.

Die Neil’sche Parabel (nach dem englischen Mathematiker William Neile benannt) oder semikubische Parabel ist eine spezielle ebene algebraische Kurve, die durch eine Gleichung der Form
- (A){\displaystyle \quad y^{2}-a^{2}x^{3}\;=\,0\;,\;a>0\;,}

beschrieben werden kann. Auflösen nach {\displaystyle y} ergibt die explizite Form
- (E1) {\displaystyle \quad y=\pm ax^{\frac {3}{2}}\;,\;x\geq 0\;,}

die Anlass für die Bezeichnung semikubische Parabel liefert.
(Eine gewöhnliche Parabel kann durch eine Gleichung {\displaystyle y=ax^{2}} beschrieben werden.)
Löst man (A) nach {\displaystyle x} auf, so erhält man die Gleichung
- (E2) {\displaystyle \quad x={\Big (}{\frac {y}{a}}{\Big )}^{\color {red}{\frac {2}{3}}}\;,\quad y\in \mathbb {R} \;.}

Mit Hilfe der ersten Gleichung erkennt man, dass
- (P){\displaystyle \quad x=t^{2}\;,\quad y=at^{3}\;,\quad t\in \mathbb {R} \;,}

eine Parameterdarstellung der Neilschen Parabel ist.
William Neile hatte erstmals die Bogenlänge dieser Kurve berechnet, die sog. Rektifizierung, und dies 1657 bekannt gemacht. Aufgrund der Probleme bei der Rektifizierung von Ellipsen und Parabeln vermutete man zu dieser Zeit, dass der Kreis und die Gerade die einzigen rektifizierbaren algebraischen Kurven seien.
Die Neil’sche Parabel ist rational, es existiert also eine rationale Abbildung mit einer inversen rationalen Abbildung, die die Neil'sche Parabel auf die projektive Gerade abbildet.

## Eigenschaften einer Neilschen Parabel

### Ähnlichkeit
- Jede Neilsche Parabel {\displaystyle (t^{2},at^{3})} ist zur Neilschen Einheitsparabel {\displaystyle (u^{2},u^{3})} ähnlich.

Beweis: Die Ähnlichkeitsabbildung {\displaystyle (x,y)\rightarrow (a^{2}x,a^{2}y)} (Streckung am Ursprung) führt die Neilsche Parabel {\displaystyle (t^{2},at^{3})} in die Kurve {\displaystyle ((at)^{2},(at)^{3})=(u^{2},u^{3})} mit {\displaystyle u=at} über.

### Singularität
- Die Parameterdarstellung {\displaystyle (t^{2},at^{3})} ist überall außer im Punkt {\displaystyle (0,0)} regulär. Die Kurve besitzt im Nullpunkt eine Singularität (Spitze).

Der Beweis folgt aus dem Tangentenvektor {\displaystyle (2t,3t^{2})^{T}}. Nur für {\displaystyle t=0} ergibt sich der Nullvektor.

Neilsche Parabel: Tangente

### Tangenten
Für die Neilsche Einheitsparabel {\displaystyle \;y=\pm x^{\frac {3}{2}}\;} ergibt sich durch Differentiation die Gleichung der Tangente in einem Punkt {\displaystyle (x_{0},y_{0})} des oberen Astes:
- {\displaystyle y={\frac {\sqrt {x_{0}}}{2}}{\Big (}3x-x_{0}{\Big )}\;.}

Diese Tangente schneidet die Kurve in genau einem weiteren Punkt des unteren Astes mit den Koordinaten
- {\displaystyle {\Big (}{\frac {x_{0}}{4}},-{\frac {y_{0}}{8}}{\Big )}\;.}

(Beim Nachrechnen sollte man berücksichtigen, dass {\displaystyle (x_{0},y_{0})} ein doppelter Schnittpunkt der Tangente mit der Kurve ist.)

### Bogenlänge
Um die Bogenlänge einer parametrisierten Kurve {\displaystyle (x(t),y(t))} zu bestimmen, muss man das unbestimmte Integral {\displaystyle \int {\sqrt {x'(t)^{2}+y'(t)^{2}}}\;dt} lösen. Für die Neilsche Parabel {\displaystyle (t^{2},at^{3}),\;0\leq t\leq b\;,} ist
{\displaystyle \int _{0}^{b}{\sqrt {x'(t)^{2}+y'(t)^{2}}}\;dt=\int _{0}^{b}t{\sqrt {4+9a^{2}t^{2}}}\;dt=\cdots ={\Big [}{\frac {1}{27a^{2}}}(4+9a^{2}t^{2})^{\frac {3}{2}}{\Big ]}_{0}^{b}\;.}
(Das Integral lässt sich mit Hilfe der Substitution {\displaystyle u=4+9a^{2}t^{2}} lösen.)
Beispiel: Für {\displaystyle a=1} (Neilsche Einheitsparabel) und die obere Grenze {\displaystyle b=2}, d. h. bis zum Punkt {\displaystyle (4,8)}, ist die Länge {\displaystyle 9{,}073}.

### Evolute der Einheitsparabel
- Die Evolute der Parabel {\displaystyle (t^{2},t)} ist eine in x-Richtung um 1/2 verschobene Neilsche Parabel: {\displaystyle \left({\frac {1}{2}}+t^{2},{\frac {4}{{\sqrt {3}}^{3}}}t^{3}\right)\;.}

### Polarkoordinaten
Um die Darstellung der Neilschen Parabel {\displaystyle (t^{2},at^{3})} in Polarkoordinaten zu finden, schneidet man die Ursprungsgerade {\displaystyle y=mx} mit der Kurve. Für {\displaystyle m\neq 0} gibt es einen vom Nullpunkt (Spitze) verschiedenen Punkt: {\displaystyle \left({\frac {m^{2}}{a^{2}}},{\frac {m^{3}}{a^{2}}}\right)}. Der Abstand dieses Punktes zum Nullpunkt ist {\displaystyle {\frac {m^{2}}{a^{2}}}{\sqrt {1+m^{2}}}}. Mit {\displaystyle m=\tan \varphi } und {\displaystyle \sec ^{2}\varphi =1+\tan ^{2}\varphi } ergibt sich

Neilsche Parabel und kubische Parabel (grün)

- {\displaystyle r={\Big (}{\frac {\tan \varphi }{a}}{\Big )}^{2}\cdot \sec \varphi \;,\quad -\pi /2<\varphi <\pi /2\ .}

### Projektive Äquivalenz zur kubischen Parabel
Bildet man die Neilsche Einheitsparabel {\displaystyle (t^{2},t^{3})} mit der projektiven Abbildung {\displaystyle (x,y)\rightarrow ({\tfrac {x}{y}},{\tfrac {1}{y}})} (involutorische Perspektivität mit der Achse {\displaystyle y=1} und Zentrum {\displaystyle (0,-1)} ) ab, so erhält man die Kurve {\displaystyle \left({\frac {1}{t}},{\frac {1}{t^{3}}}\right)}, also die kubische Parabel {\displaystyle y=x^{3}}. Die Spitze (Nullpunkt) der Neilschen Parabel wird mit dem Fernpunkt der y-Achse vertauscht.
Diese Eigenschaft lässt sich auch an der Darstellung der Neilschen Parabel in homogenen Koordinaten erkennen: Ersetzt man in (A) {\displaystyle x={\tfrac {x_{1}}{x_{3}}},\;y={\tfrac {x_{2}}{x_{3}}}} (die Ferngerade hat die Gleichung {\displaystyle x_{3}=0}) und multipliziert mit {\displaystyle x_{3}^{3}}, erhält man die Kurvengleichung
- in homogenen Koordinaten: {\displaystyle \quad x_{3}x_{2}^{2}-x_{1}^{3}=0\;.}

Wählt man nun die Gerade {\displaystyle x_{\color {red}2}=0} als Ferngerade und setzt {\displaystyle x={\tfrac {x_{1}}{x_{2}}},\;y={\tfrac {x_{3}}{x_{2}}}}, erhält man die (affine) Kurve {\displaystyle y=x^{3}\;.}